# Се-Нова
Се-Нова (порт. Sé Nova)  —  город и район в Португалии,  входит в округ Коимбра. Является составной частью муниципалитета  Коимбра. Находится в составе крупной городской агломерации Большая Коимбра. По старому административному делению входил в провинцию Бейра-Литорал. Входит в экономико-статистический  субрегион Байшу-Мондегу, который входит в Центральный регион. Население составляет 8295 человек на 2001 год. Занимает площадь 1,43 км².